# Патриоти за Европу
Патриоти за Европу (енгл. Patriots for Europe) је посланичка група у Европском парламенту. Трећа је посланичка група по броју европосланика у десетом сазиву Европског парламента. Такође сарађује са својим члановима у Европском савету и Савету Европске уније.